# سد تری آن
سد تری آن (به لاتین: Trị An Dam) یک سد و نیروگاه برقابی در ویتنام است که در Trị An village, Vĩnh Cửu Đồng Nai Province واقع شده‌است.